# Понту-дус-Волантис
Понту-дус-Волантис (порт. Ponto dos Volantes)  —  муниципалитет в Бразилии, входит в штат Минас-Жерайс. Составная часть мезорегиона Жекитиньонья. Входит в экономико-статистический  микрорегион Арасуаи. Население составляет 11 710 человек на 2006 год. Занимает площадь 1215,189 км². Плотность населения — 9,6 чел./км².

## История
Город основан в 1995 году.

## Статистика
- Валовой внутренний продукт на 2003 год составляет 22 468 380,00 реалов (данные: Бразильский институт географии и статистики).
- Валовой внутренний продукт на душу населения на 2003 год составляет 2011,85 реалов (данные: Бразильский институт географии и статистики).
- Индекс развития человеческого потенциала на 2000 год составляет 0,595 (данные: Программа развития ООН).